# English Football League Cup 2023-2024
La English Football League Cup 2023-2024, conosciuta anche con il nome di Carabao Cup per motivi di sponsorizzazione, è stata la 64ª edizione del terzo torneo calcistico più importante del calcio inglese, la 58ª in finale unica. La manifestazione è iniziata l'8 agosto 2023 e si è conclusa il 25 febbraio 2024 con la finale di Wembley, dove ha trionfato per la decima volta nella sua storia il Liverpool, che ha battuto con il punteggio di 0-1 il Chelsea dopo i tempi supplementari.

## Formula
La EFL Cup è aperta alle 20 squadre di Premier League e a tutte le 72 squadre della English Football League; il torneo è suddiviso in sette fasi, così da avere 32 squadre al termine del terzo turno. Le squadre che partecipano alle competizioni europee vengono sorteggiate solamente dal terzo turno, mentre le restanti squadre di Premier League entrano al secondo turno.
Ogni turno della EFL Cup è composto da scontri ad eliminazione diretta, ad esclusione delle semifinali che si compongono di due match dove la squadra con il miglior risultato combinato accede in finale. Se uno scontro termina in parità, escludendo la finale, vengono disputati i calci di rigore senza effettuare i tempi supplementari.
La squadra che viene sorteggiata per prima ottiene il vantaggio del campo, mentre la finale viene disputata in campo neutro.
La vincitrice del torneo accede in UEFA Europa Conference League; se però la vincente risulta successivamente qualificata in Champions League o Europa League, il posto sarà assegnato alla squadra di Premier League meglio classificata al di fuori dei piazzamenti per le coppe europee.
|                              | Squadre che entrano in questo turno                                                                                           | Squadre qualificate dal turno precedente    |
| ---------------------------- | --- | ------------------------------------------- |
| Primo turno (72 squadre)     | - 24 squadre dalla Football League Two - 24 squadre dalla Football League One - 24 squadre dalla Football League Championship |                                             |
| Secondo turno (48 squadre)   | - 12 squadre dalla Premier League (non partecipanti alle competizioni europee)                                                | - 36 squadre vincitrici del primo turno     |
| Terzo turno (32 squadre)     | - 8 squadre dalla Premier League (partecipanti alle competizioni europee)                                                     | - 24 squadre vincitrici del secondo turno   |
| Quarto turno (16 squadre)    | | - 16 squadre vincitrici del terzo turno     |
| Quarti di finale (8 squadre) | | - 8 squadre vincitrici del quarto turno     |
| Semifinali (4 squadre)       | | - 4 squadre vincitrici dei quarti di finale |
| Finale (2 squadre)           | | - 2 squadre vincitrici delle semifinali     |

## Primo turno
Il sorteggio del primo turno è stato effettuato il 22 giugno 2023.
Al primo turno prendono parte le 72 squadre del sistema della Football League (tutti i 24 club della Football League Two, tutti i 24 club della Football League One e i 24 club della Football League Championship) divise su base geografica nelle sezioni "nord" e "sud".

### Northern section
| Squadra 1          | Risultato       | Squadra 2        |
| ------------------ | --------------- | ---------------- |
| 8 agosto 2023      |                 |                  |
| Huddersfield Town  | 2 - 3           | Middlesbrough    |
| Mansfield Town     | 2 - 0           | Grimsby Town     |
| Accrington Stanley | 1 - 1 (1-4 dtr) | Bradford City    |
| Barnsley           | 2 - 2 (6-7 dtr) | Tranmere         |
| Blackburn          | 4 - 3           | Walsall          |
| Bolton             | 1 - 0           | Barrow           |
| Derby County       | 0 - 2           | Blackpool        |
| Harrogate Town     | 1 - 0           | Carlisle Utd     |
| Hull City          | 1 - 2           | Doncaster        |
| Notts County       | 0 - 2           | Lincoln City     |
| Port Vale          | 3 - 2           | Fleetwood Town   |
| Preston N.E.       | 2 - 2 (2-4 dtr) | Salford City     |
| Rotherham Utd      | 1 - 1 (4-2 dtr) | Morecambe        |
| Sheffield Weds     | 1 - 1 (4-1 dtr) | Stockport County |
| Stoke City         | 2 - 1           | West Bromwich    |
| Sunderland         | 1 - 1 (3-5 dtr) | Crewe Alexandra  |
| Wrexham            | 0 - 0 (4-2 dtr) | Wigan            |
| 9 agosto 2023      |                 |                  |
| Leeds Utd          | 2 - 1           | Shrewsbury Town  |
| Burton Albion      | 0 - 2           | Leicester City   |

### Southern section
| Squadra 1        | Risultato       | Squadra 2        |
| ---------------- | --------------- | ---------------- |
| 8 agosto 2023    |                 |                  |
| Newport County   | 3 - 1           | Charlton         |
| Peterborough Utd | 1 - 1 (4-1 dtr) | Swindon Town     |
| Swansea City     | 3 - 0           | Northampton Town |
| Cheltenham Town  | 0 - 2           | Birmingham City  |
| Exeter City      | 2 - 1           | Crawley Town     |
| Forest Green     | 1 - 3           | Portsmouth       |
| Gillingham       | 3 - 1           | Southampton      |
| Millwall         | 0 - 4           | Reading          |
| MK Dons          | 0 - 2           | Wycombe          |
| Plymouth         | 2 - 0           | Leyton Orient    |
| Stevenage        | 1 - 1 (4-3 dtr) | Watford          |
| Sutton Utd       | 2 - 2 (6-5 dtr) | Cambridge Utd    |
| 9 agosto 2023    |                 |                  |
| AFC Wimbledon    | 2 - 1           | Coventry City    |
| Bristol City     | 5 - 1           | Oxford Utd       |
| Cardiff City     | 2 - 2 (3-0 dtr) | Colchester Utd   |
| Ipswich Town     | 2 - 0           | Bristol Rovers   |
| 16 agosto 2023   |                 |                  |
| QPR              | 0 - 1           | Norwich City     |

## Secondo turno
Il sorteggio del secondo turno è stato effettuato il 9 agosto 2023 negli studi di Sky Sport.
Alle 36 squadre vincenti del primo turno si sono aggiunti i 12 club della Premier League non coinvolti nelle competizioni europee. Anche gli abbinamenti del secondo turno sono stati suddivisi su base geografica, nelle sezioni "nord" e "sud". 

### Northern section
| Squadra 1         | Risultato       | Squadra 2       |
| ----------------- | --------------- | --------------- |
| 29 agosto 2023    |                 |                 |
| Bolton            | 1 - 3           | Middlesbrough   |
| Port Vale         | 0 - 0 (2-0 dtr) | Crewe Alexandra |
| Salford City      | 1 - 1 (9-8 dtr) | Leeds Utd       |
| Sheffield Weds    | 1 - 1 (4-5 dtr) | Mansfield Town  |
| Stoke City        | 6 - 1           | Rotherham Utd   |
| Tranmere          | 0 - 2           | Leicester City  |
| Wolverhampton     | 5 - 0           | Blackpool       |
| Wrexham           | 1 - 1 (3-4 dtr) | Bradford City   |
| 30 agosto 2023    |                 |                 |
| Doncaster         | 1 - 2           | Everton         |
| Harrogate Town    | 0 - 8           | Blackburn       |
| Nottingham Forest | 0 - 1           | Burnley         |
| Sheffield Utd     | 0 - 0 (2-3 dtr) | Lincoln City    |

### Southern section
| Squadra 1       | Risultato       | Squadra 2        |
| --------------- | --------------- | ---------------- |
| 29 agosto 2023  |                 |                  |
| Birmingham City | 1 - 3           | Cardiff City     |
| Bristol City    | 0 - 1           | Norwich City     |
| Exeter City     | 1 - 1 (5-3 dtr) | Stevenage        |
| Fulham          | 1 - 1 (5-3 dtr) | Tottenham        |
| Luton Town      | 3 - 2           | Gillingham       |
| Newport County  | 1 - 1 (0-3 dtr) | Brentford        |
| Plymouth        | 2 - 4           | Crystal Palace   |
| Portsmouth      | 1 - 1 (4-5 dtr) | Peterborough Utd |
| Reading         | 2 - 2 (1-3 dtr) | Ipswich Town     |
| Swansea City    | 2 - 3           | Bournemouth      |
| Wycombe         | 0 - 1           | Sutton Utd       |
| 30 agosto 2023  |                 |                  |
| Chelsea         | 2 - 1           | AFC Wimbledon    |

## Terzo turno
Il sorteggio del terzo turno si è svolto il 30 agosto 2023 negli studi di Sky Sports.
Alle 24 squadre vincenti del secondo turno si sono aggiunti gli 8 club della Premier League coinvolti nelle competizioni europee.
| Squadra 1         | Risultato       | Squadra 2        |
| ----------------- | --------------- | ---------------- |
| 26 settembre 2023 |                 |                  |
| Bradford City     | 0 - 2           | Middlesbrough    |
| Exeter City       | 1 - 0           | Luton Town       |
| Ipswich Town      | 3 - 2           | Wolverhampton    |
| Mansfield Town    | 2 - 2 (3-1 dtr) | Peterborough Utd |
| Manchester Utd    | 3 - 0           | Crystal Palace   |
| Port Vale         | 2 - 1           | Sutton Utd       |
| Salford City      | 0 - 4           | Burnley          |
| 27 settembre 2023 |                 |                  |
| Aston Villa       | 1 - 2           | Everton          |
| Blackburn         | 5 - 2           | Cardiff City     |
| Bournemouth       | 2 - 0           | Stoke City       |
| Brentford         | 0 - 1           | Arsenal          |
| Chelsea           | 1 - 0           | Brighton         |
| Fulham            | 2 - 1           | Norwich City     |
| Lincoln City      | 0 - 1           | West Ham Utd     |
| Liverpool         | 3 - 1           | Leicester City   |
| Newcastle Utd     | 1 - 0           | Manchester City  |

## Quarto turno
Il sorteggio del quarto turno si è svolto il 27 settembre 2023 a seguito dell'ultima gara del terzo turno al St James' Park.
Partecipano a questo turno le 16 squadre vincitrici del terzo turno.
| Squadra 1        | Risultato | Squadra 2     |
| ---------------- | --------- | ------------- |
| 31 ottobre 2023  |           |               |
| Exeter City      | 2 - 3     | Middlesbrough |
| Mansfield Town   | 0 - 1     | Port Vale     |
| 1º novembre 2023 |           |               |
| Bournemouth      | 1 - 2     | Liverpool     |
| Chelsea          | 2 - 0     | Blackburn     |
| Everton          | 3 - 0     | Burnley       |
| Ipswich Town     | 1 - 3     | Fulham        |
| Manchester Utd   | 0 - 3     | Newcastle Utd |
| West Ham Utd     | 3 - 1     | Arsenal       |

## Quarti di finale
Il sorteggio dei quarti di finale si è svolto il 1º novembre 2023 a seguito dell'ultima gara del quarto turno.
Partecipano a questo turno le 8 squadre vincitrici del quarto turno.
| Squadra 1        | Risultato       | Squadra 2     |
| ---------------- | --------------- | ------------- |
| 19 dicembre 2023 |                 |               |
| Chelsea          | 1 - 1 (4-2 dtr) | Newcastle Utd |
| Everton          | 1 - 1 (6-7 dtr) | Fulham        |
| Port Vale        | 0 - 3           | Middlesbrough |
| 20 dicembre 2023 |                 |               |
| Liverpool        | 5 - 1           | West Ham Utd  |

## Semifinali
Il sorteggio delle semifinali si è svolto il 20 dicembre 2023 a seguito delle ultime gare dei quarti di finale.
Partecipano a questo turno le 4 squadre vincitrici dei quarti di finale.
| Squadra 1     | Totale | Squadra 2 | Andata          | Ritorno         |
| ------------- | ------ | --------- | --------------- | --------------- |
|               |        |           | 9 gennaio 2024  | 23 gennaio 2024 |
| Middlesbrough | 2 - 6  | Chelsea   | 1 - 0           | 1 - 6           |
|               |        |           | 10 gennaio 2024 | 24 gennaio 2024 |
| Liverpool     | 3 - 2  | Fulham    | 2 - 1           | 1 - 1           |

## Finale
| Arbitro: | Kavanagh |

|  |           |               |
|  | Marcatori | 118’ Van Dijk |

| Chelsea | Liverpool |

| GK                  | 28 | Đorđe Petrović     |        |      |
| RB                  | 27 | Malo Gusto         |        |      |
| CB                  | 2  | Axel Disasi        |        |      |
| CB                  | 26 | Levi Colwill       |        |      |
| LB                  | 21 | Ben Chilwell       | 45+3’  | 113’ |
| CM                  | 25 | Moisés Caicedo     |        |      |
| CM                  | 8  | Enzo Fernández     |        |      |
| RW                  | 20 | Cole Palmer        | 120+2’ |      |
| AM                  | 23 | Conor Gallagher    |        | 97’  |
| LW                  | 7  | Raheem Sterling    |        | 67’  |
| CF                  | 15 | Nicolas Jackson    |        | 90’  |
| Substitutes:        |    |                    |        |      |
| GK                  | 1  | Robert Sánchez     |        |      |
| GK                  | 13 | Marcus Bettinelli  |        |      |
| DF                  | 14 | Trevoh Chalobah    |        | 113’ |
| DF                  | 42 | Alfie Gilchrist    |        |      |
| MF                  | 49 | Jimi Tauriainen    |        |      |
| MF                  | 56 | Billy Gee          |        |      |
| FW                  | 10 | Mykhailo Mudryk    |        | 90’  |
| FW                  | 11 | Noni Madueke       |        | 97’  |
| FW                  | 18 | Christopher Nkunku |        | 67’  |
| Manager:            |    |                    |        |      |
| Mauricio Pochettino |    |                    |        |      |

| GK           | 62 | Caoimhín Kelleher   |        |      |
| RB           | 84 | Conor Bradley       | 45+3’  | 72’  |
| CB           | 5  | Ibrahima Konaté     | 82’    | 106’ |
| CB           | 4  | Virgil van Dijk     |        |      |
| LB           | 26 | Andrew Robertson    |        | 87’  |
| CM           | 10 | Alexis Mac Allister | 81’    | 87’  |
| CM           | 3  | Wataru Endō         |        |      |
| CM           | 38 | Ryan Gravenberch    |        | 28’  |
| RW           | 19 | Harvey Elliott      |        |      |
| CF           | 18 | Cody Gakpo          |        | 87’  |
| LW           | 7  | Luis Díaz           |        |      |
| Substitutes: |    |                     |        |      |
| GK           | 13 | Adrián              |        |      |
| DF           | 2  | Joe Gomez           | 120+3’ | 28’  |
| DF           | 21 | Kostas Tsimikas     |        | 87’  |
| DF           | 78 | Jarell Quansah      |        | 106’ |
| MF           | 53 | James McConnell     | 107’   | 87’  |
| MF           | 67 | Lewis Koumas        |        |      |
| MF           | 98 | Trey Nyoni          |        |      |
| FW           | 42 | Bobby Clark         |        | 72’  |
| FW           | 76 | Jayden Danns        |        | 87’  |
| Manager:     |    |                     |        |      |
| Jürgen Klopp |    |                     |        |      |